# Tiberius Claudius Bradua Atticus
Tiberius Claudius Marcus Appius Atilius Bradua Regillus Atticus († wohl nach 209) war ein römischer Politiker und Senator Ende des 2. Jahrhunderts.
Bradua stammte aus Athen und war Sohn des Redners und Mäzens Herodes Atticus und der Annia Regilla. Laut Philostratos bereitete er seinem Vater Kummer durch mangelnde Lernfähigkeit, übermäßigen Weingenuss und Frauengeschichten. Er erhielt testamentarisch nur das mütterliche Erbteil.
Unter Kaiser Antoninus Pius wurde er ins Patriziat aufgenommen und bekleidete im Jahr 185 das ordentliche Konsulat. Bradua versuchte in seiner Heimatstadt Athen in die Fußstapfen des Vaters zu treten, so war er im Jahr 191/192 (187/188?) Archon, 209/210 Herold (unsicher) und wurde als Euergetes („Wohltäter“) der Stadt gefeiert.